# Aralsk
Pour les articles homonymes, voir Aral.
Aralsk ou Aral (en kazakh : Арал ; en russe : Аральск) est une ville de l'oblys de Kyzylorda, au Kazakhstan. Elle était située au bord de la mer d'Aral.

## Démographie
Sa population s'élevait à 29 665 habitants en 2009.

## Économie
Aralsk a été depuis le début du XXe siècle un port de pêche important. Mais par suite du recul progressif de la mer d’Aral à partir des années 1960, la ville s'est retrouvée à une centaine de kilomètres de la mer, et sa population et son importance socio-économique ont grandement diminué.
Avec la construction du barrage de Kokaral en 2005, la petite mer d'Aral a retrouvé un certain niveau d'eau permettant à l'industrie de la pêche de renaître.
Mais la ville est toujours à environ 18 km de la côte (2024) et pour qu'elle redevienne un port, le barrage devra être rehaussé de 6 mètres, ce qui est prévu.

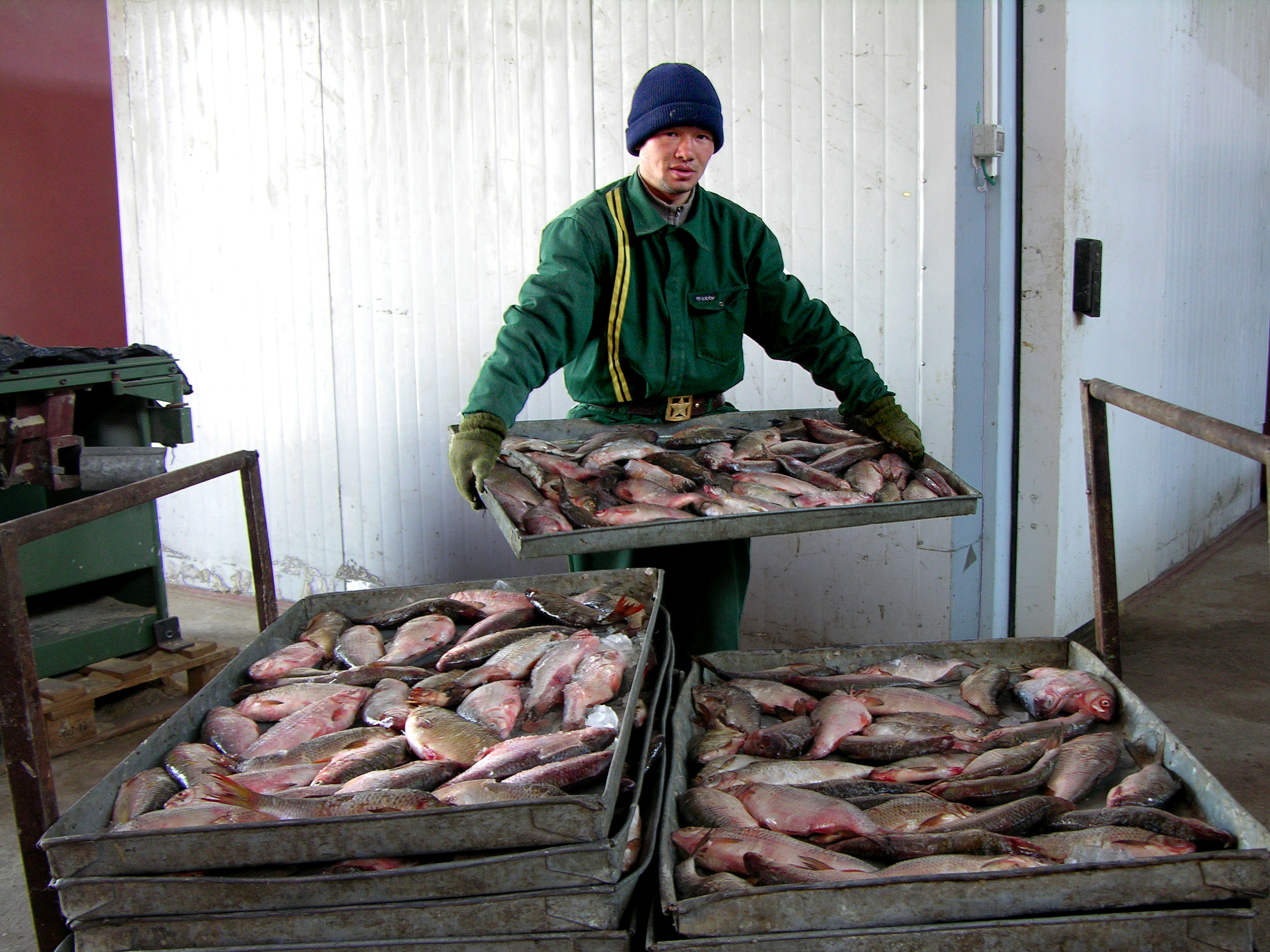
Usine de poisson à Aralsk, 2006.